# Os Fidalgos da Casa Mourisca (telenovela)
Os Fidalgos da Casa Mourisca é uma telenovela brasileira exibida pela RecordTV entre 2 de maio e 2 de setembro de 1972, em 107 capítulos, às 19h15, substituindo Sol Amarelo e sendo substituída por O Leopardo. Baseada no romance homônimo, de Júlio Diniz, foi escrita por Dulce Santucci e dirigida por Randal Juliano.
Conta com Geraldo Del Rey, Maria Estela, Ademir Rocha, Laura Cardoso, Rodolfo Mayer, Rogério Márcico, Lia de Aguiar e Sebastião Campos nos papéis principais.

## Enredo
Em 1870, Dom Luís Negrões de Vilar, fidalgo da Casa Mourisca, tem a vida destruída com a morte da esposa e da filha pequena, além da quase falência nos negócios, vendo nos filhos Jorge e Maurício a expectativa de reerguer o nome da família. Maurício vai para São Paulo se formar em direito e se apaixona pela prima Gabriela, uma mulher moderna e progressista, que já formada como advogada e envolvida em assuntos políticos, ajudando o moço a entrar na carreira de diplomata, embora saibam que o fidalgo jamais aceitará o relacionamento familiar.
Jorge continua na fazenda para reerguer as plantações de café, se apaixonando por Berta, afilhada de Dom Luís que chega para cuidá-lo após ele adoecer, sendo filha de Tomé da Póvoa, antigo caseiro que conseguiu prosperar e formou a filha em enfermagem. Os dois vivem um amor proibido, já que o fidalgo é contra o relacionamento do filho com uma moça sem nobreza, esperando que ele se case com a rica Isabel, enquanto Berta se torna interesse de Dr. Guilherme.

## Elenco
| Ator/Atriz        | Personagem                                          |
| ----------------- | --------------------------------------------------- |
| Geraldo Del Rey   | Jorge Negrões de Vilar                              |
| Maria Estela      | Berta da Póvoa                                      |
| Ademir Rocha      | Maurício Negrões de Vilar                           |
| Laura Cardoso     | Gabriela Negrões de Vilar                           |
| Rodolfo Mayer     | Dom Luís Negrões de Vilar, Fidalgo da Casa Mourisca |
| Rogério Márcico   | Tomé da Póvoa                                       |
| Lia de Aguiar     | Paola da Póvoa                                      |
| Sebastião Campos  | Dr. Guilherme                                       |
| Maracy Mello      | Isabel Mondego                                      |
| Eduardo Abbas     | Dom Alfredo Mondego                                 |
| Luiz Carlos Braga | Clemente                                            |
| Fernando Baleroni | Padre Januário                                      |
| Sônia Ribeiro     | Fernanda                                            |
| Zéluiz Pinho      | Hortelão                                            |
| Marcus Toledo     | Horácio                                             |
| Floriza Rossi     | Wilma                                               |
| Maria Cecília     | Gabriela                                            |

### Participações especiais
| Ator/Atriz     | Personagem           |
| -------------- | -------------------- |
| Lucy Meirelles | Ana Negrões de Vilar |